# Mieke Verdin
Mieke Verdin (Brussel) is een Belgisch acteur en komiek.

## Artistieke loopbaan
Mieke Verdin studeerde kunstgeschiedenis aan de katholieke Universiteit Leuven en dramatische kunst aan het koninklijk conservatorium van Brussel. Ze maakte deel uit van het gezelschap van Jan De Corte en werkte samen met onder andere Guy Dermul en Josse DePauw. In 1985 voegt ze zich toe bij het theatergezelschap Dito Dito. Ze werkt samen met TG Stan. Sinds 2006 maakt ze deel uit van het artistiek team van  de koninklijke Vlaamse schouwburg(KVS) waar ze samenwerkte met Raven Ruell, Johan Dehollander, Ruud Gielens en Olympic Dramatic.
Mieke Verdin is zowel actief binnen de podiumkunsten en film/televisie.

### Film en televisie[2]
- 1986: Abel
- 1990: Sailors Don't Cry
- 1999: To Speak (kortfilm)
- 2001: Metafoor (kortfilm)
- 2001: Verboden te zuchten
- 2002: Meisje
- 2003: Mamaman (kortfilm)
- 2003: Van den heiligen drien
- 2006: Eva reste au placard les nuits de pleine lune (kortfilm)
- 2004 - 2006: Witse (scherven, De tipgever deel 1, de tipgever deel 2)
- 2006: Pillar (kortfilm)
- 2009: Jes (tv serie)
- 2012: Nieuwport en Juin (kortfilm)
- 2013: Sonnet 81 (kortfilm)
- 2014: Vriendinnen (tv serie)
- 2015: Drôle d'Oiseau (kortfilm)
- 2015: Vele Hemels
- 2023: Mijn laatste dag (tv serie)

### Podiumproductie
- 1970: Het verloren paradijs
- 1981: De kooi van Faraday
- 1981: Act 23
- 1981: MAUSER/DE HAMLETMACHINE
- 1982: Torquato Tasso
- 1982: King Lear
- 1983: Mythologies
- 1983: Scènes/Sprookjes
- 1984: Anatomie
- 1984: Usurpation
- 1985: L'homme qui a voulu
- 1986: In het kasteel
- 1986: Tars/zan
- 1986: Op een avond in...
- 1987: Libretto / eenvoudig verlangen
- 1987: Duiven en schoenen
- 1988: Plots/z
- 1988: ottone
- 1988: De gressteen, deel 3- al wij doden ontwaken
- 1988: de grenssteen, deel 2 - Chrolotte
- 1989: Van Wagner
- 1990: Brigitje
- 1990: Stukken III
- 1990: POUF
- 1990: Moeders
- 1991: De natuurlijke dochter
- 1992: Ernst
- 1993: Kluchtzaners
- 1993: 1794
- 1993: De Laatsten
- 1993: Earnest / ernst
- 1994: B=1
- 1994: JDX  - un ennemi du peuple
- 1994: Lieve arthur
- 1994: Kleine bezetting
- 1994: Opstand
- 1994: B is A in bubbels
- 1995: Les Fruits de l'Arbre Maudit/Fruit van Rotte Bomen
- 1995: Heartbreak house
- 1995: Ruminer rend un peu de chèvre
- 1995: Als je broedt word je een beetje kip
- 1996: Oleanna
- 1997: ja ja maar nee nee
- 1997: Ah oui ça alors là.
- 1998: 100 ways to dissapear and live free
- 1999: Enfin bref
- 1999: Colère
- 1999: Phi-Phi
- 1999: Les Mères
- 1999: Het onverschil
- 1999: Ça se cherche une place
- 1999: Altijd 't zelfde
- 2000: U zet
- 2000: Mechelen
- 2000: J'y suis resté depuis / En daar ben ik gebleven
- 2000: Un air de famille
- 2001: Hilda
- 2001: Boumkoeur / Gezegd en gezwegen
- 2001: Het vergeten dorp voorbij de bergen.
- 2001: Altijd 't zelfde
- 2002: de B@lgen
- 2003: Sneeuwwitje
- 2002: Anatol
- 2003: October'Oktobre 3
- 2003: De Palestijnen
- 2004: De kerstman
- 2004: Wanted for love only
- 2004: Bloetverlies / Ween mij ne rivier
- 2004: Zijden stad / ville en soie
- 2005: Blinde liefde
- 2006: Als, dan
- 2006: De kersentuin
- 2006: Oom Toon. Waar gebeurd
- 2007: in het bos / Dans les bois
- 2007: Undertwasser wasserwasser
- 2007: Wanneer ze bleven stille st.
- 2008: Smatch [1]
- 2009: To serve - Deserve
- 2009: Titus Anronicus
- 2010: Smatch [2]
- 2010: Van Plato tot Nato
- 2011: Land's End
- 2012: Wij zijn foert/De koorts
- 2010: On s'occupe de vous
- 2012: Lydia
- 2013: Smatch [3]
- 2013: The New Forest - De Wet
- 2014: Augustus ergens op de vlakte
- 2014: Schitz
- 2015: Le grande cirque
- 2015: Akaaremoertoe Bahikoeroe